# Distretto di Ate
Il distretto di Ate, chiamato anche Ate-Vitarte, è uno dei quarantatré distretti che compongono la provincia di Lima, situato nel dipartimento di Lima, in Perù. Limita naturalmente con il fiume Rímac a nord con il distretto di Lurigancho-Chosica; dall'est con il distretto di Chaclacayo; a sud con il distretto di Cieneguilla, il distretto di Pachacámac e il distretto di La Molina (Av. Separadora Industrial e Av. Huarochirí); a ovest con il distretto di Santa Anita (Av. Nicolás Ayllón e Av. 22 de Julio), il distretto di El Agustino, il distretto di San Luis (Av. Circunvalación e Av. las Torres), il distretto di San Borja, e il quartiere di Santiago de Surco (Vía de Evitamiento).
La città di Ate fu la capitale del distretto fino a quando il 13 febbraio 1951 fu deciso, con un atto del Congresso della Repubblica, che la città di Vitarte fosse la capitale del distretto.
È considerato un distretto "popoloso" di grande estensione territoriale e demografica a Lima est, ha aree abitate in gran parte da famiglie di livello socioeconomico medio, medio-basso e basso, alti livelli di povertà e / o povertà estrema, nonché aree con grandi tassi di criminalità.
Attualmente ci sono grandi insediamenti umani soprattutto sulle sue colline e sulle rive del fiume Rímac; e cose come il commercio informale, la mancanza di pulizia, l'insicurezza e il disordine pubblico di solito è molto visibile. È anche uno dei distretti con la più grande popolazione.

## Etimologia
Per quanto riguarda l'origine del nome Ate, ci sono diverse idee, la più accettata, secondo alcuni storici, è l'espressione Late di origine Aymara, e forse è appartenuta a una civiltà pre-incaica.
Un'altra teoria è che il nome del comune di Vitarte abbia la sua origine nel cognome della famiglia spagnola Ubitarte, proprietaria della azienda Ubitarte, situata in gran parte nell'attuale quartiere.
Atiq significa vincitore in quechua. La sequenza linguistica si adatta: Atiq> ati> ate.

## Luoghi di interessi
Zoo di Huachipa 
È il secondo zoo più importante del Perù, dopo il Parque de las Leyendas. Situato in Av. Las Torres accanto al ponte Huachipa.
 Puruchuco 
Costruzione precolombiana del II secolo. Uno dei resti archeologici preispanici più rappresentativi nella parte orientale della provincia di Lima.
 Huaycán de Pariachi 
Centro archeologico preispanico, conserva campioni e ricchezze dell'espressività edilizia degli antichi peruviani.
 Stadio Monumental 
Stadio principale del Club Universitario de Deportes e il più grande del Perù. Inaugurato nell'anno 2000 e ha una capienza di 80.093 spettatori.
 Centri commerciali 
- Real Plaza Santa Clara è stato inaugurato nel gennaio 2010 nel quartiere Ate. Ha un ipermercato Plaza Vea, un negozio di bricolage Promart e un cinema Cineplanet.
- Real Plaza Puruchuco si trova di fronte alla fermata dell'autobus "Pista Nueva" tra l'ampliamento di Av. Javier Prado Este e la Carretera Central, in un'area che raggiunge i 140.000 m², si trova uno dei più grandi centri commerciali della capitale e dell'America. È stato inaugurato a novembre 2019 nel quartiere Ate. La sua offerta commerciale si articola su tre livelli, essendo il secondo centro commerciale con la maggiore superficie affittabile della catena. Ha tre grandi magazzini Oechsle, Falabella e Ripley, un negozio H&M fast fashion, due ipermercati Plaza Vea e Tottus, un negozio di bricolage Sodimac, un cinema Cineplanet e una palestra Smart Fit, oltre a 400 negozi più piccoli. Si prevede anche di avere una stazione della metropolitana che darà accesso diretto alla linea 2 della metropolitana di Lima.